# Il lungo coltello di Londra
Il lungo coltello di Londra (Circus of Fear) è un film del 1966 diretto da John Llewellyn Moxey.

## Trama
La storia ambientata a Londra, narra dell'indagine condotta da un ispettore di polizia su un furto che lo conduce in un circo misterioso, nel quale i principali sospettati risultano essere un domatore di leoni sfigurato e mascherato, un vendicativo maestro di cerimonie, un lanciatore di coltelli insanamente geloso e un losco nano ironicamente soprannominato Mr. Big